# Pichat
Pichat er en chat-software og protokol, der bruges til kommunikation i et P2P-netværk. Du kan også oprette din egen web-chat, chat kan ske i eget chatrum. Det kræver ingen download til at chatte med hinanden, alt hvad du behøver er en browser med JavaScript. Alternativet er telnet software til at chatte. Standard portnummer til en chatserver er 9009/TCP. 
Mark Seuffert offentliggjort den første Pichat software i 2002. Det var væsentligt påvirket af chat-programmer, såsom IRC og ICQ. En web-interface blev tilføjet i 2004 baseret på en tidligere prototype fra 1998. Chatten er skrevet i C++ programmeringssprog. Ny chat funktionalitet og plugins er nu udviklet sammen med David Fehrmann. Pichat bruges mest i Europa.